# Pòncia Postúmia
Pòncia Postúmia (en llatí Pontia Postumia) va ser una dama romana del segle i. Formava part de la gens Postúmia, una de les més antigues gens romanes.
Va ser assassinada pel seu amant Octavi Sagitta, tribú de la plebs, l'any 58, quan va refusar casar-se amb ell després que li havia promès. Sagitta va ser acusat pel pare de Pòncia i condemnat sota la llei Cornelia de sicariis et veneficis a ser desterrat a una illa (deportatio in insulam), la forma més dura de desterrament. Després de la mort de Neró i durant les guerres civils que hi va haver l'any dels quatre emperadors, va poder tornar a Roma l'any 69, però l'any 70 el senat el va tornar a condemnar al seu antic càstig.